# Summerlight… and Then Comes the Night
Summerlight… and Then Comes the Night (im Isländischen auch Sumarljós og svo kemur nóttin) ist eine Tragikomödie von Elfar Adalsteins. Der Film basiert auf dem Roman Sommerlicht, und dann kommt die Nacht von Jón Kalman Stefánsson, spielt in einem winzigen isländischen Dorf und feierte im Oktober 2022 beim Reykjavik International Film Festival seine Premiere.

## Handlung
In einem winzigen isländischen Dorf, dessen Einwohner jedoch alle ziemlich weit entfernt voneinander leben, hat einjeder ganz unterschiedliche Lebensziele. Da ist der Manager der Strickfabrik, der eines Nachts auf Latein träumt und daraufhin seine Karriere aufgibt und sich fortan ganz und gar der Astronomie und dem Lesen alter Bücher hingibt. Seine Ehe geht zwar in die Brüche, doch er hat nun einen neuen Sinn im Leben gefunden. Kjartan, ein Bauer in vierter Generation, stürzt sich unterdessen in eine heiße Affäre, doch seine Ehefrau kommt ihm durch seinen übermäßigen Gebrauch von Aftershave auf die Schliche. Der verwitwete Polizist Hannes hofft, dass sein Sohn Jonas irgendwann die gleiche Uniform wie er tragen, in seine Fußstapfen treten und als Vollzugsbeamter arbeiten wird. Jonas jedoch ist mehr dem Zeichnen, Schnitzen und Beobachten der Vogelwelt zugetan.

## Produktion

### Vorlage und Filmstab

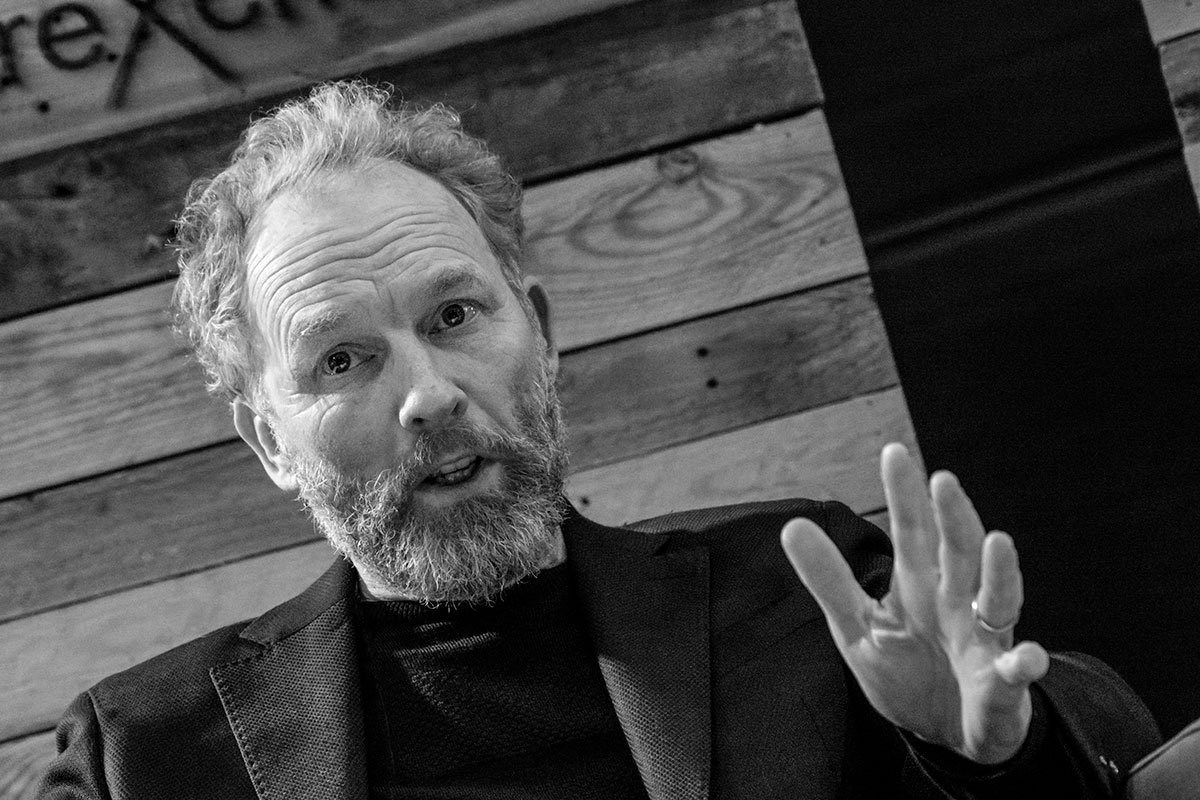
Der Film basiert auf einem Roman des isländischen Autors Jón Kalman Stefánsson

Der Film basiert auf dem Roman Sommerlicht, und dann kommt die Nacht des isländischen Autors Jón Kalman Stefánsson. Dieser wurde im Jahr 2005 unter dem Titel Sumarljós og svo kemur nóttin bei Bjartur veröffentlicht. In der deutschen Übersetzung erschien der Roman 2008 bei Reclam.
Regie führte Elfar Adalsteins, der auch das auf Jón Kalman Stefánssons Roman basierende Drehbuch schrieb. Es handelt sich um seinen zweiten Spielfilm nach Dem Leben auf der Spur mit John Hawkes und Logan Lerman in den Hauptrollen. „Ich bin in einem kleinen Fischerdorf an der Ostküste Islands geboren und aufgewachsen, daher hatte ich das Gefühl, dieses einzigartige Kabinett von Charakteren persönlich zu kennen. Die wundervolle Geschichtenwelt erwachte einfach vor meinem geistigen Auge zum Leben und ich wusste, dass ich versuchen musste, die Rechte an dem Roman zu bekommen, der so meisterhaft von Jón Kalman geschrieben wurde“, so der Regisseur über das Buch.

### Besetzung
Olafur Darri Olafsson spielt Bauer Kjartan. Er war bereits in Elfar Adalsteins’ Filmdebüt zu sehen. Siggi Ingvarsson spielt Jonas und Johann Sigurdarson dessen Vater Hannes, ein verwitweter Polizist. Víkingur Kristjánsson und Svandis Dora Einarsdottir sind in den Rollen von Benedikt und Puridur zu sehen.

### Veröffentlichung
Der Film feierte am 8. Oktober 2022 beim Reykjavík International Film Festival seine Premiere. Im November 2022 wurde er beim Tallinn Black Nights Film Festival gezeigt. Im Februar 2023 erfolgten Vorstellungen beim Santa Barbara International Film Festival.

## Auszeichnungen
Santa Barbara International Film Festival 2023
- Auszeichnung mit dem Valhalla Award im Nordic Cinema Competition (Elfar Adalsteins)[9][10]